# شهر مصدر
شهر مصدر (به عربی: مدینة مصدر) یک منطقهٔ مسکونی در امارات متحده عربی است که در ابوظبی واقع شده‌است. شهر مصدر ۶ کیلومترمربع مساحت دارد.
معماری این شهر توسط شرکت معماری بریتانیایی فاستر و همکاران طراحی شده‌است، شهر وابسته به انرژی خورشیدی و دیگر منابع تجدیدپذیر است. شهر مصدر ۱۷ کیلومتری جنوب شرقی ابوظبی، مجاورت فرودگاه بین‌المللی ابوظبی بنا شده‌است.
شهر مصدر مقر آژانس بین‌المللی انرژی‌های تجدیدپذیر (IRENA) است. این شهر به منظور درگاهی برای شرکتهای انرژی پاک طراحی شده‌است.
...
طراحی و هدف